# Михин, Пётр Алексеевич
Пётр Алексе́евич Ми́хин (2 марта 1921 — 7 декабря 2020) — советский педагог и общественный деятель. Участник Великой Отечественной войны, Почётный гражданин Курска (2018).

## Биография
Родился в крестьянской семье в селе Богана Борисоглебского уезда Воронежской губернии. С отличием окончил Борисоглебское педучилище и Ленинградский педагогический институт имени А. И. Герцена.
С 1941 года — участник Великой Отечественной войны. Выпускник 3-го Ленинградского артиллерийского училища (1941).
Командир взвода, батареи, артиллерийского дивизиона, разведчик. Принимал участие в боях под Ржевом и Сталинградом, на Курской дуге, на Украине и в Молдавии, в Румынии, Болгарии, в Югославии и Венгрии, в Австрии и Чехословакии. После разгрома гитлеровской Германии участвовал в советско-японской войне.
С 1949 года преподавал математику в Суворовском училище города Курска. Организатор Курского областного отделения педагогического общества РСФСР. Заместитель директора Курского института повышения квалификации учителей с 1967 года.
В 1974 году Михин удостоен звания «Заслуженный учитель школы РСФСР».
С 1986 года — на пенсии.
В 2005 году участвовал в Параде Победы в Москве.
Скончался 7 декабря 2020 года в Курске. Похоронен на Северном кладбище Курска.

## Сочинения
Михин — автор 40 брошюр и научных статей по проблемам образования, 60 рассказов и трёх книг воспоминаний о Великой Отечественной войне. Книга документальных очерков «Война, какой она была» дважды переиздавалась в Курске. В 2006 г. книга переиздана в издательстве «Яуза. Эксмо» под названием «Артиллеристы, Сталин дал приказ!»

## Награды
- Орден Красного Знамени (31.07.1945) [3]
- Два ордена Отечественной войны I степени(16.04.1944[3], 06.04.1985[4])
- Орден Отечественной войны II степени (12.09.1945)[3]
- Орден Александра Невского (07.11.1944)[3]
- Орден Красной Звезды (01.09.1943)[3]

медали, в том числе
- «За боевые заслуги»  (30.12.1956)[3]
- «За взятие Вены»  (09.06.1945)[3]
- «За победу над Германией в Великой Отечественной войне 1941–1945 гг.» (09.05.1945)[3]
- «За победу над Японией»  (30.09.1945)[3]
- серебряная медаль ВДНХ (1980)

## Память
- Пётр Алексеевич — почётный гражданин Ржевского района Тверской области и г. Соледара (Донецкая Народная Республика).
- С 29 мая 2018 года — почётный гражданин города Курска.
- Его имя занесено в Энциклопедию «Лучшие люди России».
- В Уссурийском суворовском военном училище в июле 2021 года открыта мемориальная доска в его честь.[5]
- Школа №61 г. Курска носит имя П.А. Михина